# Before the Great Collapse
Before the Great Collapse è un singolo del gruppo musicale hip hop statunitense Jedi Mind Tricks, estratto dall'album Legacy of Blood del 2004.
Il brano, primo singolo di Legacy of Blood e inserito al termine del disco, è descritto come «il migliore dell'album» dal critico di RapReviews Hernandez. La traccia, «forte ed emozionante», è una lettera di suicidio «agghiacciante» di Vinnie Paz alla madre: secondo Hernandez la traccia è particolare perché il rapper «diventa personale e abbandona per un breve momento l'odio e la violenza affrontati nel resto dell'album.»

## Tracce
Lato A
1. Before the Great Collapse (Clean Version)
2. On the Eve of War (Julio Cesar Chavez Mix) (Clean Version) (featuring GZA)
3. Before the Great Collapse (Instrumental)

Lato B
1. On the Eve of War (Meldrick Taylor Mix) (Clean Version) (featuring GZA)
2. On the Eve of War (Julio Cesar Chavez Mix) (Dirty Version) (featuring GZA)
3. On the Eve of War (Julio Cesar Chavez Mix) (Instrumental)